# Fritz Hube
Karl Friedrich „Fritz“ Hube (* 21. Mai 1902 in Dresden; † 11. Januar 1955 in München) war ein deutscher Schauspieler bei Bühne und Film.

## Leben und Wirken
Der Sohn des Werkmeisters und späteren Schankwirts Ernst Hube und seiner Frau Anna, geb. Böttger, erhielt zu Beginn der 1920er-Jahre seine künstlerische Ausbildung und ging anschließend zur Bühne. Eine seiner ersten Stationen war in der Spielzeit 1923/24 das Staatstheater Stuttgart. Später fand er nur noch an kleinen Spielstätten Festanstellungen, etwa an der Wanderbühne Ostdeutsches und Mitteldeutsches Landestheater, Berlins Kleinem Theater und während des Zweiten Weltkriegs an mehreren Gastspieldirektionen, mit denen er auch auf Wehrmachtsbetreuungstourneen ging.
Im Dritten Reich wurde der gebürtige Dresdner auch mehrfach vor die Kamera geholt, wo er eine Reihe von unterschiedlichen Chargen spielte; etwa einen Polizeibeamten in Gabriele eins, zwei, drei, einen Schleusenmeister in Mann für Mann, einen Gendarm in Altes Herz geht auf die Reise und einen Stationsvorsteher in Kongo-Express. Nach dem Krieg sah man Hube kaum mehr im Film und auch nicht mehr als festes Ensemblemitglied an Bühnen.
Fritz Hube war ab 1929 mit Käthe, geb. Brüggemann, verheiratet. Nachdem die Ehe 1937 geschieden worden war, heiratete er 1943 erneut. 1947 ging er seine dritte Ehe ein. Er starb 1955 in seiner Wohnung in München.

## Filmografie
- 1934: Mutter und Kind
- 1936: Aufmachen, Kriminalpolizei! (Kurzfilm)
- 1937: Gabriele eins, zwei, drei
- 1938: Musketier Meier III
- 1938/47: Altes Herz geht auf die Reise
- 1939: Wie werd’ ich bloß die Perle los? (Kurzfilm)
- 1939: Mann für Mann
- 1939: Kongo-Express
- 1939: Zwielicht
- 1940: Wie konntest Du, Veronika!
- 1941: Blutsbrüderschaft
- 1950: Sensation im Savoy
- 1951: Herz der Welt